# Валга (футбольный клуб)
«Валга» (эст. FC Valga) — ныне не существующий советский и эстонский футбольный клуб из города Валга. Участник четырёх сезонов высшей лиги Эстонии (2000, 2003—2005).

## История
В советский период команда выступала в соревнованиях КФК под названием «Локомотив» (Валга). Датой основания футбольного клуба считается 1990 год, но есть сведения о более ранних выступлениях. В 1992 году, после основания независимого чемпионата Эстонии, «Локомотив» был включен в первую лигу. В 1995 году вылетел во вторую лигу.
Во второй половине 1990-х годов вошёл в систему таллинской «Флоры» как один из фарм-клубов и был переименован в ФК «Валга». По другим сведениям, «Валга» не имела юридической преемственности к «Локомотиву», а на логотипе был указан 1997 год. В 1998 году «Валге» было предоставлено место в первой лиге, а в 2000 году — в высшей лиге, оба раза не по спортивному принципу, а путём обмена лицензиями.
В дебютном сезоне 2000 года клуб занял последнее место в высшем дивизионе, набрав всего 8 очков в 28 матчах. Следующие два сезона провёл в первой лиге, в 2001 году занял второе место, а в 2002 году стал победителем, выиграв 26 матчей из 28. С 2003 года снова выступал в высшей лиге, где дважды был седьмым (предпоследним), а в 2005 году занял восьмое место среди 10 участников.
В Кубке Эстонии наибольшим успехом стал выход в четвертьфинал (2002, 2003, 2004, 2005).
По окончании сезона 2005 года клуб был расформирован, а его место в высшем дивизионе отдано клубу «Валга Уорриор».

## Тренеры
- Янно Кивисилд (2000—2003)
- Иво Лехтметс (2004—2005)

## Названия
- «Локомотив» (1990—1998)
- ФК «Валга» (1998—2005)